# Mount Simpson
Mount Simpson är ett berg i Antarktis. Det ligger i Västantarktis. Inget land gör anspråk på området. Toppen på Mount Simpson är 532 meter över havet.
Terrängen runt Mount Simpson är huvudsakligen kuperad, men åt nordväst är den platt. Terrängen runt Mount Simpson sluttar söderut. Trakten är obefolkad. Det finns inga samhällen i närheten.